# Yoon Hye-young
Yoon Hye-young (kor. 윤혜영; * 15. März 1977) ist eine ehemalige südkoreanische Bogenschützin und Olympiasiegerin.

## Karriere
Bei den Olympischen Sommerspielen 1996 in Atlanta wurde sie gemeinsam mit Kim Kyung-wook und Kim Jo-sun Olympiasiegerin im Mannschaftswettbewerb. Im Einzel belegte sie den neunten Platz, nachdem sie im Achtelfinale ihrer Mannschaftskollegin und späteren Olympiasiegerin Kim Kyung-wook mit 164:165 unterlag.